# Jana Valdrová
Jana Valdrová (ur. 29 czerwca 1955 w Moravskiej Třebovie) – czeska językoznawczyni, germanistka. Zajmuje się m.in. lingwistyką płci, pedagogiką sprawiedliwą płciowo oraz onomastyką. Jej dorobek obejmuje także prace z zakresu gramatyki i słowotwórstwa niemieckiego.

## Życiorys
Studiowała germanistykę i rusycystykę na Wydziale Filozoficznym Uniwersytetu Masaryka.
Wprowadziła na grunt czeskiej normatywistyki językowej szereg nowych tematów. Jest pierwszą czeską lingwistką, która zaczęła krytycznie podchodzić do problematyki obrazu żeńskości i męskości w języku czeskim. Jest uważana za założycielkę czeskiej lingwistyki płci.
Zapoczątkowała debatę na temat zjawiska mocji nazwisk żeńskich w języku czeskim (tzw. přechylování). Stoi w obronie możliwości swobodnego wyboru form nazwisk. Porusza także problematykę stereotypów językowych.
Wśród jej publikacji można wymienić: Reprezentace ženství v české vyjadřovací praxi z perspektivy lingvistiky genderových a sexuálních identit (2018), Gender a společnost (2006), Německé konverzace na cesty (1997). Autorka artykułów publikowanych w czasopismach naukowych, zarówno czeskich (m.in. „Naše řeč” i „Gender a výzkum”), jak i zagranicznych.